# 310 Margarita
Margarita (asteroide 310) é um asteroide da cintura principal com um diâmetro de 32,75 quilómetros, a 2,4347074 UA. Possui uma excentricidade de 0,1177513 e um período orbital de 1 674,46 dias (4,59 anos).
Margarita tem uma velocidade orbital média de 17,92936318 km/s e uma inclinação de 3,17561º.
Esse asteroide foi descoberto em 16 de Maio de 1891 por Auguste Charlois.